# Don Smith (hockey sur glace, 1979)
Pour les articles homonymes, voir Don Smith et Smith.
Don Smith (né le 17 mars 1979 à Niagara Falls, État de New York aux États-Unis) est un joueur professionnel américain de hockey sur glace.

## Carrière de joueur
Sélectionné au repêchage de 1998 par les Hurricanes de la Caroline, il ne réussit jamais à atteindre la Ligue nationale de hockey. Il ne joua que trois saisons professionnelles avant de se retirer au terme de la saison 2003-2004.

## Statistiques en carrière
| Saison    | Équipe                     | Ligue |    | Saison régulière | Saison régulière | Saison régulière | Saison régulière | Saison régulière |   | Séries éliminatoires | Séries éliminatoires | Séries éliminatoires | Séries éliminatoires | Séries éliminatoires |
| Saison    | Équipe                     | Ligue | PJ | B                | A                | Pts              | Pun              | PJ               | B | A                    | Pts                  | Pun                  |                      |                      |
| 1997-1998 | Golden Knights de Clarkson | NCAA  | 30 | 4                | 6                | 10               | 8                | -                | - | -                    | -                    | -                    |                      |                      |
| 1998-1999 | Golden Knights de Clarkson | NCAA  | 37 | 9                | 12               | 21               | 18               | -                | - | -                    | -                    | -                    |                      |                      |
| 1999-2000 | Golden Knights de Clarkson | NCAA  | 35 | 7                | 9                | 16               | 20               | -                | - | -                    | -                    | -                    |                      |                      |
| 2000-2001 | Golden Knights de Clarkson | NCAA  | 31 | 12               | 13               | 25               | 18               | -                | - | -                    | -                    | -                    |                      |                      |
| 2001-2002 | Everblades de la Floride   | ECHL  | 71 | 18               | 15               | 33               | 35               | 6                | 0 | 2                    | 2                    | 2                    |                      |                      |
| 2002-2003 | Everblades de la Floride   | ECHL  | 53 | 14               | 23               | 37               | 57               | 1                | 0 | 0                    | 0                    | 2                    |                      |                      |
| 2002-2003 | Lock Monsters de Lowell    | LAH   | 21 | 2                | 1                | 3                | 10               | -                | - | -                    | -                    | -                    |                      |                      |
| 2003-2004 | Jackals d'Elmira           | UHL   | 62 | 23               | 40               | 63               | 43               | 4                | 0 | 0                    | 0                    | 16                   |                      |                      |
| 2003-2004 | Americans de Rochester     | LAH   | 11 | 2                | 2                | 4                | 21               | 2                | 0 | 0                    | 0                    | 4                    |                      |                      |